# 0,999...

Representação estilística do número, representando como seus decimais continuam infinitamente

Na matemática, 0,999... (também escrito como 0,9, 0, ou 0,(9)) é uma notação para a dízima periódica consistindo numa sequência interminável de noves após a vírgula decimal. Esta dízima periódica é um número que representa o menor número não menor que todos os números da sequência 0,9; 0,99; 0,999; ...; isto é, o supremo desta sequência. Este número é igual a 1. Noutras palavras, "0,999..." não é "quase exatamente 1" nem "muito, muito próximo, mas não exatamente 1"; em vez disso, o número decimal "0,999..." e o número inteiro "1" representam exatamente o mesmo número.
Há diversas maneiras de mostrar esta igualdade, desde argumentos intuitivos até provas matematicamente rigorosas. A técnica utilizada depende no público-alvo, suposições básicas, contexto histórico e desenvolvimento de análises dos números reais, conjunto no qual 0,999... é geralmente inserido.
De forma geral, todo decimal finito tem duas representações iguais (por exemplo, 8,32 e 8,31999...), que é uma propriedade de todos as representações no sistema numérico posicional, independente da base. A preferência utilitária pela representação decimal final contribui para o equívoco de que esta é a única representação.
Por esta e outras razões — como provas rigorosas que se baseiam em técnicas, propriedades ou disciplinas não elementares — algumas pessoas podem achar a igualdade suficientemente contraintuitiva a ponto de a questionarem ou rejeitarem. Este tem sido objeto de vários estudos em educação matemática.

## Preliminares

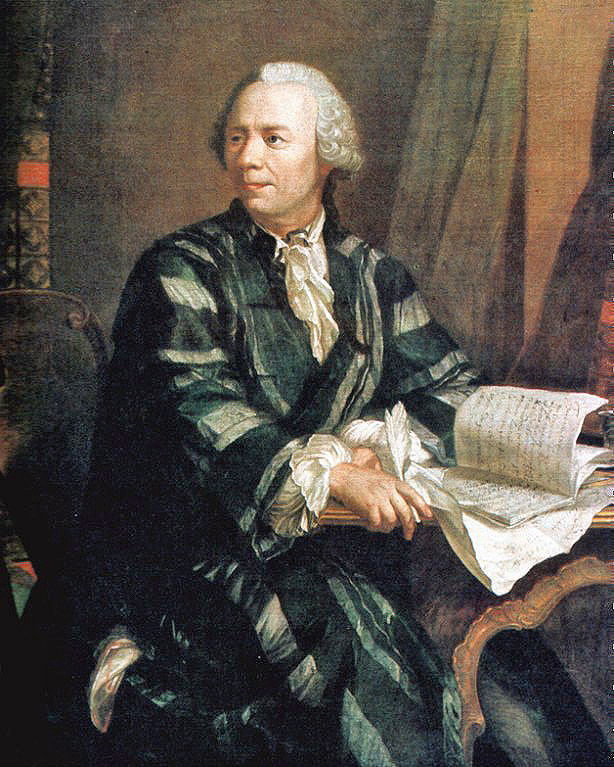
Leonhard Euler foi um dos primeiros matemáticos a estudar o valor da dízima periódica simples 0,(9). Em "Elementos da Álgebra", ele expõe a sua demonstração

Nas últimas décadas, os pesquisadores de educação matemática têm estudado a receptividade dessas relações de igualdade entre os estudantes. Com efeito, muitas dúvidas e, mesmo, francas rejeições à validade dessa identidade apresentaram-se. Embora muitos sejam convencidos sumariamente apenas pela autoridade emanada dos livros didáticos, dos professores de matemática, ou, até mesmo, dos raciocínios aritméticos como abaixo expostos, no sentido de aceitar, em princípio, que esses dois números são indubitavelmente iguais, todavia, essa questão tem natureza matemática mais rica e requer exame mais profundo. O raciocínio dos estudantes, seja para aceitar ou para rejeitar essa identidade, usualmente baseia-se na sua intuição imediata e primária sobre os números reais. Como exemplos: (1) cada número real tem uma única representação; (2) números reais não-nulos infinitesimais devem existir; ou ainda (3) a expansão de 0,999… , eventualmente, termina. Contudo, as intuições falham no domínio do conjunto dos números reais, embora sistemas numéricos alternativos possam ser construídos sobre ele. Ademais, várias outras representações que são também "imagem de 1" são de considerável interesse na análise matemática podem ser estabelecidas em moldes semelhantes.
A não singularidade das tais expansões não é exclusiva dos sistemas decimais. De fato, esse fenômeno ocorre também noutras bases inteiras que não 10, e, assim, os matemáticos têm estabelecido as formas de escrever 1 em bases não-inteiras. Tampouco esse fenômeno é exclusivo do número um (1): todo número não-nulo com uma notação decimal finita (ou, equivalentemente, infinitos dígitos "0" à direita) tem uma contrapartida com infinitos "9" à direita. Por exemplo 0,24999… é igual a 0,25, exatamente como no caso especial considerado. Esses são os números racionais e constituem um conjunto numérico denso.
Por razões de óbvia simplicidade apenas, a representação decimal terminativa é quase sempre a preferida, contribuindo ainda mais para o equívoco de que seja necessariamente a única representação válida. Doutro lado, em certas aplicações, dá-se precisamente o contrário: a representação decimal não-terminada mostra-se mais conveniente para a compreensão da expansão decimal de certas frações, e, na base três, por exemplo, para o correto entendimento do conjunto ternário de Cantor, fractal simples. Essa forma não-única de representação tem também utilidade na demonstração clássica da "incontabilidade da plenitude dos números reais". De modo geral, qualquer sistema posicional de representação para os números reais contém em si infinitos números com múltiplas representações.

## Prova elementar

A propriedade arquimediana: qualquer ponto x antes da linha de chegada está entre dois dos pontos P_{n} (incluindo os próprios pontos P_{n}).

É possível provar a equação 0,999... = 1 utilizando apenas as ferramentas matemáticas de comparação e adição de números decimais (finitos), sem qualquer referência a tópicos mais avançados, como séries e limites. A prova apresentada em § Prova rigorosa é uma formalização direta do fato intuitivo de que, se desenharmos 0,9, 0,99, 0,999, etc. na reta numérica, não haverá espaço para colocar um número entre eles e 1. O significado da notação 0,999... é o ponto mínimo na reta numérica à direita de todos os números 0,9, 0,99, 0,999, etc. Como, em última análise, não há espaço entre 1 e esses números, o ponto 1 deve ser esse ponto mínimo e, portanto, 0,999... = 1.

### Explicação intuitiva
Se colocarmos 0,9, 0,99, 0,999, etc. na reta numérica, veremos imediatamente que todos esses pontos estão à esquerda de 1 e que eles se aproximam cada vez mais de 1. Para qualquer número x que seja menor que 1, a sequência 0,9, 0,99, 0,999 e assim por diante acabará atingindo um número maior que
x. Portanto, não faz sentido identificar 0,999... com qualquer número menor que 1. Enquanto isso, todo número maior que 1 será maior que qualquer decimal da forma 0,999...9 para qualquer número finito de noves. Portanto, 0,999... também não pode ser identificado com nenhum número maior que 1. Como 0,999... não pode ser maior do que 1 nem menor do que 1, ele deve ser igual a 1 se quiser ser um número real.

### Prova rigorosa
Denote 0,(9)n o número 0,999...9, com n noves após o ponto decimal. Portanto, 0,(9)1 = 0,9, 0,(9)2 = 0,99, 0,(9)3 = 0,999, e assim por diante. Note que 1 − 0,(9)1 = 0,1 = {\textstyle {\frac {1}{10}}}, 1 − 0,(9)2 = 0,01 = {\textstyle {\frac {1}{10^{2}}}}, e assim por diante; ou seja, 1 − 0,(9)n = {\textstyle {\frac {1}{10^{n}}}} para todo número natural n.
Seja x um número menor ou igual a 1 e maior que 0,9, 0,99, 0,999, etc.; isto é, 0,(9)n < x ≤ 1, para todo n. Ao subtrair 1 dessas desigualdades, temos 0 ≤ 1 − x < {\textstyle {\frac {1}{10^{n}}}}.
A finalização da prova requer que não haja nenhum número que seja menor que {\textstyle {\frac {1}{10^{n}}}} para todo n. Esta é uma versão da propriedade arquimediana, que é verdadeira para todos os números reais. Esta propriedade implica que se 1 − x < {\textstyle {\frac {1}{10^{n}}}} para todo n, então 1 − x somente poderá ser igual a 0. Então, x = 1 e 1 é o menor número que é maior que 0,9, 0,99, 0,999, etc., ou seja, 1 = 0,999....
Essa prova se baseia na propriedade arquimediana dos números racionais e reais. Os números reais podem ser ampliados em sistemas numéricos, como os números hiper-reais, com números infinitamente pequenos (infinitesimais) e números infinitamente grandes (transfinitos). Ao usar esses sistemas, a notação 0,999... geralmente não é usada, pois não há nenhum número menor entre os números maiores que todos os 0,(9)n.

### Supremo e completude
Parte do que esse argumento mostra é haver um supremo da sequência 0,9, 0,99, 0,999 etc.: o menor número que é maior do que todos os termos da sequência. Um dos axiomas do sistema de números reais é o axioma da completude, que afirma que toda sequência limitada tem um supremo. Esse supremo é uma maneira de definir expansões decimais infinitas: o número real representado por um decimal infinito é o limite inferior superior de seus truncamentos finitos. O argumento aqui não precisa assumir a completude para ser válido, pois mostra que essa sequência específica de números racionais tem um limite inferior superior e que esse limite inferior superior é igual a um.

## Argumentos algébricos
As ilustrações algébricas simples de igualdade são objeto de discussão e crítica pedagógica. Byers discute o argumento de que, no ensino fundamental, ensina-se que {\textstyle {\frac {1}{3}}} = 0,333..., ignorando todas as sutilezas essenciais, "multiplicar" essa identidade por 3 dá 1 = 0,999.... Ele diz ainda que esse argumento não é convincente, devido a uma ambiguidade não resolvida sobre o significado do sinal de igual; um aluno poderia pensar: "certamente não significa que o número 1 é idêntico ao significado da notação 0,999...". A maioria dos estudantes de graduação em matemática encontrados por Byers acha que, embora 0,999... seja "muito próximo" de 1 com base nesse argumento, e alguns até dizem que é "infinitamente próximo", eles não estão prontos para dizer que é igual a 1. Richman discute como "esse argumento obtém sua força do fato de que a maioria das pessoas foi doutrinada a aceitar a primeira equação sem pensar", mas também sugere que o argumento pode levar os céticos a questionar essa suposição.
Byers também apresenta o seguinte argumento.{\displaystyle {\begin{aligned}x&=0{,}999\ldots \\10x&=9{,}999\ldots &&{\text{multiplicando por }}10\\\quad 10x&=9+0{,}999\ldots &&{\text{separando a parte inteira da decimal}}\\10x&=9+x&&{\text{pela definição de }}x\\9x&=9&&{\text{subtraindo }}x\\x&=1&&{\text{dividindo por }}9\end{aligned}}}
Alunos que não aceitaram o primeiro argumento às vezes aceitam o segundo argumento, mas, na opinião de Byers, ainda não resolveram a ambiguidade e, portanto, não entendem a representação de decimais infinitos. Peressini e Peressini, apresentando o mesmo argumento, também afirmam que ele não explica a igualdade, indicando que tal explicação provavelmente envolveria conceitos de infinito e completude. Baldwin e Norton, citando Katz e Katz, também concluem que o tratamento da identidade com base em argumentos como esses, sem o conceito formal de limite, é prematuro. Cheng concorda, argumentando que saber que se pode multiplicar 0,999... por 10 deslocando a vírgula decimal pressupõe uma resposta à questão mais profunda de como se dá um significado à expressão 0,999... O mesmo argumento também é apresentado por Richman, que observa que os céticos podem questionar se x é cancelável, ou seja, se faz sentido subtrair x em ambos os lados. Eisenmann argumenta de forma semelhante que tanto a multiplicação quanto a subtração que remove o decimal infinito requerem justificativa adicional.

## Provas analíticas
A análise real é o estudo dos fundamentos lógicos do cálculo, incluindo o comportamento de sequências e séries de números reais. As demonstrações nesta seção estabelecem 0,999... = 1 utilizando técnicas conhecidas da análise real.

### Séries e sequências infinitas
Um desenvolvimento comum das expansões decimais é defini-las como somas de séries infinitas. De modo geral:
{\displaystyle b_{0}.b_{1}b_{2}b_{3}b_{4}\ldots =b_{0}+b_{1}\left({\tfrac {1}{10}}\right)+b_{2}\left({\tfrac {1}{10}}\right)^{2}+b_{3}\left({\tfrac {1}{10}}\right)^{3}+b_{4}\left({\tfrac {1}{10}}\right)^{4}+\cdots .}
Para 0,999..., pode-se aplicar o teorema de convergência referente à série geométrica, que afirma que, se |r| < 1, então:
{\displaystyle ar+ar^{2}+ar^{3}+\cdots ={\frac {ar}{1-r}}.}
Como 0,999... é uma soma desse tipo, com a = 9 e razão comum {\displaystyle \textstyle r={\frac {1}{10}}}, o teorema resolve rapidamente a questão:
{\displaystyle 0.999\ldots =9\left({\tfrac {1}{10}}\right)+9\left({\tfrac {1}{10}}\right)^{2}+9\left({\tfrac {1}{10}}\right)^{3}+\cdots ={\frac {9\left({\tfrac {1}{10}}\right)}{1-{\tfrac {1}{10}}}}=1.}
Essa demonstração aparece já em 1770 na obra Elementos de Álgebra de Leonhard Euler.

Limites: O intervalo unitário, incluindo a sequência de frações na base 4 (0,3, 0,33, 0,333, ...) convergindo para 1.

A soma de uma série geométrica é, por si só, um resultado ainda mais antigo que Euler. Uma dedução típica do século XVIII utilizava uma manipulação termo a termo semelhante à demonstração algébrica apresentada acima e, ainda em 1811, o livro didático de Bonnycastle, An Introduction to Algebra, utilizava tal argumento para séries geométricas a fim de justificar a mesma operação com 0,999...‍. Uma reação no século XIX contra métodos tão liberais de somação resultou na definição que ainda predomina atualmente: a soma de uma série é definida como o limite da sequência de suas somas parciais. Uma demonstração correspondente desse teorema calcula explicitamente essa sequência; ela pode ser encontrada em diversas introduções ao cálculo ou à análise baseadas em demonstrações.
Uma sequência (x0, x1, x2, ...) tem valor x como seu limite se a distância |x − xn| se tornar arbitrariamente pequena à medida que n aumenta. A afirmação de que 0,999... = 1 pode, ela própria, ser interpretada e demonstrada como um limite:
{\displaystyle 0{,}999\ldots \ {\overset {\underset {\mathrm {def} }{}}{=}}\ \lim _{n\to \infty }0{,}\underbrace {99\ldots 9} _{n}\ {\overset {\underset {\mathrm {def} }{}}{=}}\ \lim _{n\to \infty }\sum _{k=1}^{n}{\frac {9}{10^{k}}}=\lim _{n\to \infty }\left(1-{\frac {1}{10^{n}}}\right)=1-\lim _{n\to \infty }{\frac {1}{10^{n}}}=1-0=1.}
As duas primeiras igualdades podem ser interpretadas como definições abreviadas de notação. As igualdades restantes podem ser provadas. O último passo, que afirma que 10−n tende a 0 à medida que n tende a infinito, é frequentemente justificado pela propriedade arquimediana dos números reais. Essa abordagem baseada em limites para 0,999... costuma ser apresentada em termos mais intuitivos, porém menos precisos. Por exemplo, o livro didático de 1846, The University Arithmetic, explica: "0,999 +, continuado ao infinito = 1, porque cada nova adição de um 9 aproxima o valor de 1"; já o Arithmetic for Schools, de 1895, afirma: "quando se toma um grande número de noves, a diferença entre 1 e 0,99999... torna-se inconcebivelmente pequena". Tais heurísticas são frequentemente interpretadas equivocadamente por estudantes, levando à ideia de que 0,999... é, em si, menor do que 1.

### Intervalos encaixados e menor cota superior

Intervalos encaixados: em base 3, 1 = 1.000... = 0.222....

A definição de série acima define o número real nomeado por uma expansão decimal. Uma abordagem complementar é feita sob medida para o processo oposto: para um determinado número real, defina a(s) expansão(ões) decimal(is) para nomeá-lo.
Se um número real x é conhecido por estar no intervalo fechado [0, 10] (isto é, ele é maior ou igual a 0 e menor ou igual a 10), pode-se imaginar dividir esse intervalo em dez partes que se sobrepõem apenas em seus extremos: [0, 1], [1, 2], [2, 3], e assim por diante até [9, 10]. O número x deve pertencer a um desses intervalos; se ele pertence a [2, 3], então registra-se o dígito "2" e subdivide-se esse intervalo em [2; 2,1], [2,1; 2,2], ..., [2,8; 2,9], [2,9; 3]. Ao continuar esse processo, obtém-se uma sequência infinita de intervalos encaixados, rotulados por uma sequência infinita de dígitos {\displaystyle b_{1}}, {\displaystyle b_{2}}, {\displaystyle b_{3}}, ..., e escreve-se:
{\displaystyle x=b_{0}{,}b_{1}b_{2}b_{3}\ldots \,.}
Nesse formalismo, as identidades 1 = 0,999... e 1 = 1,000... refletem, respectivamente, que o número 1 pertence tanto ao intervalo [0, 1] quanto ao intervalo [1, 2], de modo que é possível escolher qualquer um dos subintervalos ao determinar seus dígitos. Para garantir que essa notação não abuse do sinal de "=", é necessário um meio de reconstruir um número real único a partir de cada representação decimal. Isso pode ser feito por meio de limites, embora outras construções deem continuidade à abordagem baseada em ordenação.
Uma escolha direta é utilizar o teorema do encaixe de intervalos, que garante que, dada uma sequência de intervalos fechados e encaixados cujos comprimentos se tornam arbitrariamente pequenos, esses intervalos contêm exatamente um número real em sua interseção. Assim, a sequência de dígitos {\displaystyle b_{1}}, {\displaystyle b_{2}}, {\displaystyle b_{3}}, ... é definida como o número único contido em todos os intervalos [{\displaystyle b_{0}}, {\displaystyle b_{0}} + 1], e assim por diante. O número 0,999... é, então, o único número real que pertence a todos os intervalos [0, 1], [0,9, 1], [0,99, 1], e [0,99...9, 1] para toda sequência finita de noves. Como 1 pertence a cada um desses intervalos, conclui-se que 0,999... = 1.
O teorema do encaixe de intervalos costuma ser fundamentado em uma característica ainda mais fundamental dos números reais: a existência de menores cotas superiores ou supremos. Para explorar diretamente esses elementos, pode-se definir {\displaystyle b_{0}{,}b_{1}b_{2}b_{3}} como a menor cota superior do conjunto de aproximações {\displaystyle b_{0}}, {\displaystyle b_{0}{,}b_{1}}, {\displaystyle b_{0}{,}b_{1}b_{2}}, ...‍. Pode-se então demonstrar que essa definição (ou a dos intervalos encaixados) é consistente com o procedimento de subdivisão, implicando novamente que 0,999... = 1. Tom Apostol conclui: "o fato de um número real poder ter duas representações decimais diferentes é apenas um reflexo do fato de que dois conjuntos diferentes de números reais podem ter o mesmo supremo."

## Generalizações
O resultado de que 0,999... = 1 facilmente se generaliza de duas maneiras. A primeira é todo número diferente de zero com notação decimal finita (equivalentemente, infinitos zeros à direita) tem uma contrapartida com noves à direita. Por exemplo, 0,24999... é igual a 0,25, exatamente como no caso especial considerado. Esses números são exatamente as frações decimais e são densos.
A segunda é um teorema análogo que se aplica em cada base. Por exemplo, na base 2 (o sistema de numeração binário), 0,111... é igual a 1, e na base 3 (o sistema de numeração ternário), 0,222... é igual a 1. Em geral, qualquer expressão final de base b tem uma contrapartida com dígitos finais repetidos iguais a b − 1. É provável que os livros didáticos de análise real pulem o exemplo de 0,999... e apresentem uma ou ambas as generalizações desde o início.
Representações alternativas de 1 também ocorrem em bases não inteiras. Por exemplo, na base da proporção áurea, as duas representações padrão são 1,000... e 0,101010..., e há infinitamente mais representações que incluem 1s adjacentes. Em geral, para quase todo q entre 1 e 2, há incontáveis expansões de base q de 1. Em contrapartida, ainda há incontáveis q, incluindo todos os números naturais maiores que 1, para os quais há apenas uma expansão de base q de 1, além do 1,000... trivial. Esse resultado foi obtido pela primeira vez por Paul Erdős, Miklos Horváth e István Joó por volta de 1990. Em 1998, Vilmos Komornik e Paola Loreti determinaram a menor base desse tipo, a constante de Komornik-Loreti q = 1,787231650...‍. Nessa base, 1 = 0,11010011001011010010110011010011...; os dígitos são dados pela sequência de Thue–Morse, que não se repete.
Uma generalização mais abrangente aborda os sistemas numéricos posicionais mais gerais. Eles também têm várias representações e, de certa forma, as dificuldades são ainda piores. Por exemplo:
- No sistema ternário balanceado, {\textstyle {\frac {1}{2}}} = 0,111... = 1.111...‍.[41]
- No sistema numérico fatorial inverso (usando bases 2!, 3!, 4!, ... para posições após o ponto decimal), 1 = 1,000... = 0,1234...‍.

Petkovšek provou que, para qualquer sistema posicional que nomeie todos os números reais, o conjunto de reais com múltiplas representações é sempre denso. Ele chama a prova de "um exercício instrutivo de topologia de conjunto de pontos elementar"; ela envolve a visualização de conjuntos de valores posicionais como espaços de Stone e a observação de que suas representações reais são dadas por funções contínuas.

## Ceticismo na educação
Os estudantes de matemática geralmente rejeitam a igualdade de 0,999... e 1, por motivos que vão desde sua aparência diferente até dúvidas profundas sobre o conceito de limite e discordâncias sobre a natureza dos infinitesimais. Há muitos fatores comuns que contribuem para a confusão:
- Os alunos geralmente estão "mentalmente comprometidos com a noção de que um número pode ser representado de uma e somente uma maneira por um decimal". Ver dois decimais manifestamente diferentes representando o mesmo número parece ser um paradoxo, que é ampliado pelo aparecimento do número 1, aparentemente bem compreendido.[43][44][45]
- Alguns alunos interpretam "0,999..." (ou outra notação equivalente) como uma sequência grande, mas finita, de noves, possivelmente com um comprimento variável e não especificado. Se eles aceitarem uma sequência infinita de noves, talvez ainda esperem um último 9 "no infinito".[46][29]
- A intuição e o ensino ambíguo levam os alunos a pensar no limite de uma sequência como um tipo de processo infinito em vez de um valor fixo, pois uma sequência não precisa atingir seu limite. Quando os alunos aceitam a diferença entre uma sequência de números e seu limite, eles podem ler "0,999..." como se fosse a sequência e não seu limite.[44][29]

Essas ideias são equivocadas no contexto padrão dos números reais, embora algumas possam ser válidas em outros sistemas numéricos, inventados pela sua utilidade matemática geral ou como contraexemplos instrutivos para entender melhor 0,999...
Muitas dessas explicações foram encontradas por David Tall, que estudou as características do ensino e da cognição que levaram a alguns dos mal-entendidos que ele encontrou com seus alunos universitários. Ao entrevistar seus alunos para determinar por que a grande maioria inicialmente rejeitou a igualdade, ele descobriu que "os alunos continuaram a conceber 0,999... como uma sequência de números cada vez mais próximos de 1 e não como um valor fixo, porque 'você não especificou quantas casas há' ou 'é o decimal mais próximo possível abaixo de 1'".
O argumento elementar de multiplicar 0,333... = {\textstyle {\frac {1}{3}}} por 3 pode convencer os alunos relutantes de que 0,999... = 1. Ainda assim, quando confrontados com o conflito entre sua crença na primeira equação e sua descrença na segunda, alguns alunos começam a descrer da primeira equação ou simplesmente ficam frustrados. Os métodos mais sofisticados também não são infalíveis: os alunos que são totalmente capazes de aplicar definições rigorosas ainda podem recorrer a imagens intuitivas quando são surpreendidos por um resultado em matemática avançada, incluindo 0,999...‍. Por exemplo, um aluno de análise real conseguiu provar que 0,333... = {\textstyle {\frac {1}{3}}} usando uma definição de supremo, mas depois insistiu que 0,999... < 1 com base em seu entendimento anterior de divisão. Outros ainda conseguem provar que
0,333... = {\textstyle {\frac {1}{3}}}, mas, ao serem confrontados com a prova fracionária, insistem que a "lógica" substitui os cálculos matemáticos.
Mazur conta a história de um aluno brilhante de cálculo que "desafiava quase tudo o que eu dizia em sala de aula, mas nunca questionava sua calculadora", e que passou a acreditar que nove dígitos são tudo o que se precisa para fazer matemática, inclusive calcular a raiz quadrada de 23. O aluno permaneceu desconfortável com o argumento limitador de que 9,99... = 10, chamando-o de "um processo de crescimento infinito imaginado de forma selvagem".
Como parte da teoria APOS [en] da aprendizagem matemática, Dubinsky et al. propõem que os alunos que concebem 0,999... como uma cadeia finita e indeterminada com uma distância infinitamente pequena de 1 "ainda não construíram uma concepção completa do processo do decimal infinito". Outros alunos que têm uma concepção de processo completa de 0,999... talvez ainda não consigam "encapsular" esse processo em uma "concepção de objeto", como a concepção de objeto que eles têm de 1, e por isso veem o processo 0,999... e o objeto 1 como incompatíveis. Eles também associam essa capacidade mental de encapsulamento à visão de {\textstyle {\frac {1}{3}}} como um número em si e a lidar com o conjunto de números naturais como um todo.

## Fenômeno cultural
Com o surgimento da Internet, os debates sobre 0,999... tornaram-se comuns em grupos de notícias [en] e fóruns de discussão, incluindo muitos que nominalmente têm pouco a ver com matemática. No grupo de notícias sci.math, na década de 1990, discutir sobre 0,999... tornou-se um "esporte popular" e foi uma das perguntas respondidas em seu FAQ. O FAQ aborda brevemente {\textstyle {\frac {1}{3}}}, multiplicando por 10 e limites, e também faz alusão às sequências de Cauchy.
Uma edição de 2003 da coluna do jornal de interesse geral The Straight Dope discute 0,999... via {\textstyle {\frac {1}{3}}} e limites, falando de conceitos errôneos,

O primata inferior em nós ainda resiste, dizendo: 0,999~ não representa realmente um número, mas um processo. Para encontrar um número, temos que interromper o processo, e nesse ponto o .999~ = 1 se desfaz. Bobagem.
Um artigo da Slate relata que o conceito de 0,999... é "muito disputado em sites que vão desde os fórums de World of Warcraft até os fóruns de Ayn Rand". 0,999... também aparece em piadas matemáticas, como:

P: Quantos matemáticos são necessários para trocar uma lâmpada?

R: 0,999999....

O fato de 0,999... ser igual a 1 foi comparado ao paradoxo da dicotomia de Zenão. O paradoxo da dicotomia pode ser modelado matematicamente e, assim como 0,999..., resolvido por meio de uma série geométrica. No entanto, não está claro se esse tratamento matemático aborda as questões metafísicas subjacentes que Zenão estava explorando.